# Sechsfleckiger Zwergschwimmer
Der Sechsfleckige- oder Gemeine Zwergschwimmer (Hydroporus palustris) ist ein Käfer aus der Familie der Schwimmkäfer (Dytiscidae).

## Merkmale
Die Käfer werden 3 bis 3,2 Millimeter lang und haben einen länglichen und ovalen Körper. Abdomen, Halsschild und Kopf gehen glatt ineinander über. Der Kopf ist rotbraun und trägt nahe der Augen einen dunklen Fleck. Der Halsschild ist an den Seiten gelb, sonst schwarz und die dunkelbraunen Deckflügel sind gelb gerandet. Die Färbung ist eher variabel und kann von fast gelb bis zu fast schwarz variieren. Die Fühler sind relativ lang und fadenförmig. An den Hinterbeinen befinden sich lange Borsten, die als Ruder zur Fortbewegung verwendet werden.

## Vorkommen
Die Tiere kommen in ganz Europa, über Kleinasien und den Kaukasus, östlich bis nach Sibirien vor. Man findet sie auch weit im Norden und in großer Höhe. Sie sind weit verbreitet und häufig. Sie leben überwiegend in stehenden Gewässern, in Fließgewässern sind sie selten zu finden.

## Lebensweise
Die Tiere schwimmen und tauchen sehr schnell, was ihnen durch die stromlinienförmige Körperform ermöglicht wird. Sie ernähren sich von kleinen Wirbellosen. Die Beute wird mit den Kieferzangen zerkleinert und im Kropf verdaut. Da die Tiere Luft zum Atmen benötigen, müssen sie gelegentlich an die Wasseroberfläche. Zur Erneuerung des Luftvorrats, der sich unter den Flügeldecken befindet, strecken sie dann das hintere Körperende aus dem Wasser. Um neue Lebensräume aufzusuchen, fliegen die Käfer auch übers Land. Sie überwintern unter Wasser als Imago.
Die Larve fängt im Wasser ebenfalls kleine Wirbellose, in die sie Verdauungssäfte spritzt. Danach saugt sie die Beute aus. Nach einiger Zeit legt die Larve außerhalb des Wassers eine Puppenwiege an. Aus der Puppe schlüpft der fertige Käfer.